# آرتور (ویرجینیای غربی)
آرتور (به انگلیسی: Arthur) یک منطقهٔ مسکونی در ایالات متحده آمریکا است که در شهرستان گرنت، ویرجینیای غربی واقع شده‌است.